# Euceros frigidus
Euceros frigidus là một loài tò vò trong họ Ichneumonidae.